# Плаксейка
Плаксе́йка — посёлок в Будённовском районе (муниципальном округе) Ставропольского края России.

## История
В 1913 году на железнодорожной ветке вблизи от станции Маслов Кут (ныне Стародубское) был построен первый железнодорожный дом. Этот год считается датой основания населённого пункта. Вся дальнейшая история посёлка тесно связана с железной дорогой.
До 16 марта 2020 года посёлок входил в упразднённый Стародубский сельсовет.

## Население
| 1989 | 2002 | 2008 | 2010 | 2012 | 2014 |
| ---- | ---- | ---- | ---- | ---- | ---- |
| 285  | ↗346 | ↘314 | ↘290 | ↗310 | ↘300 |

Согласно данным переписи 2002 года в национальной структуре населения русские составляли 70 %.
По сведениям 2008 года в посёлке из 119 дворов проживало 314 человек разных национальностей с преобладанием русских. Средний возраст населения 45-50 лет.

## Инфраструктура
На территории Плаксейки имеется сельский клуб. Посёлок газифицирован. 
Медицинскую помощь оказывает фельдшерско-акушерский пункт.
В границах посёлка расположено общественное открытое кладбище площадью 12 тыс. м².

## Учебные заведения
В советское время в посёлке действовала начальная общеобразовательная школа № 5 и детский сад, в настоящее время учреждения закрыты, детей организованно доставляют транспортом в образовательные учреждения посёлка Терек и села Стародуского.

## Экономика
- Железнодорожная станция на ветке Будённовск-Минеральные Воды.
- Плаксейская подстанция Прикумских электрических сетей, относящаяся к ОАО «МРСК Северного Кавказа» — «Ставропольэнерго»[11].
- Плаксейский участок предприятия «Юг-Зерно СК». Имеет современное оборудование и осуществляет транзит, сортировку, отгрузку и транспортировку зерновых культур.
- Предприятие ООО «Март» представляет собой старый участок Маслов-Кутского элеватора и в настоящее время проводит модернизацию, которая позволит создать до 80 новых рабочих мест и достигнуть мощности отгрузки зерна в 60-100 тысяч тонн.